# Línea de fuerza

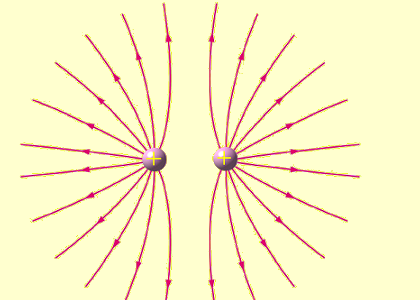
Líneas de fuerza.

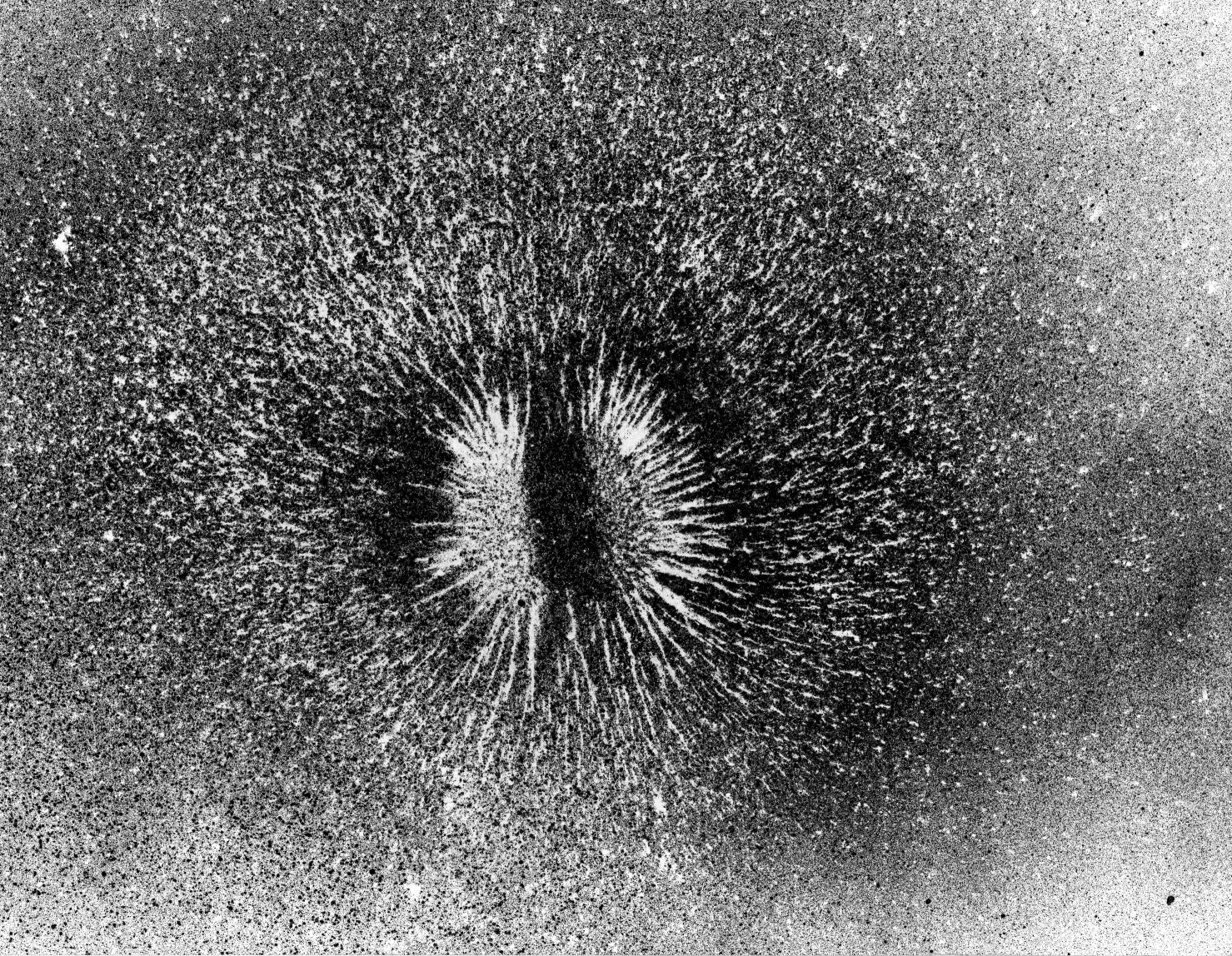
Líneas de fuerza de dos cargas iguales, realizadas con imanes, limaduras de hierro y pintura negra en aerosol.

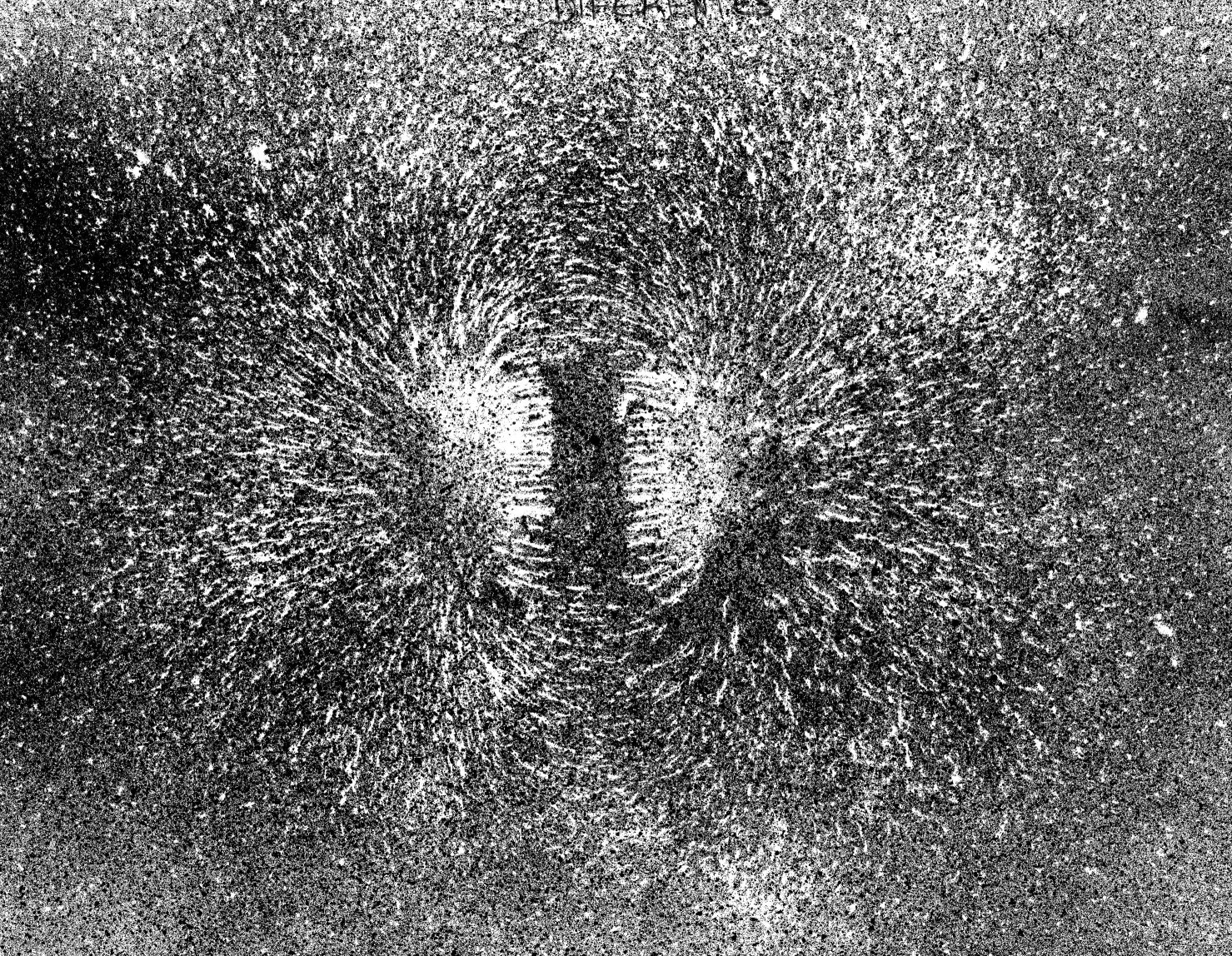
Líneas de fuerza de dos cargas diferentes, realizadas con imanes, limadura de hierro y pintura negra en aerosol.

Una línea de fuerza o línea de flujo, normalmente en el contexto del electromagnetismo, es la curva cuya tangente proporciona la dirección del campo en ese punto. Como resultado, también es perpendicular a las líneas equipotenciales en la dirección convencional de mayor a menor potencial. Suponen una forma útil de esquematizar gráficamente un campo, aunque son imaginarias y no tienen presencia física.
Fueron introducidas por primera vez por Michael Faraday que consideraba la realidad física de las líneas de fuerza como una posibilidad, aunque luego se convirtió en una convicción (lo datan unos investigadores en 1838 y otros en 1852).

## Tubo de fuerza
Un tubo de fuerza, también llamado  por tubo de inducción electrostática o tubo de campo, es el conjunto de las líneas de fuerza eléctrica que se mueve de manera que su principio traza una curva cerrada sobre una superficie positiva, su final traza una correspondiente curva cerrada sobre la superficie negativa, y la propia línea de fuerza genera una superficie tubular inductivas.
Estos tubos se le llaman solenoides. A ángulos rectos sobre el tubo de fuerza existe una presión que es un medio del producto del dieléctrico y la densidad magnética. Si a través del crecimiento de un campo los tubos de fuerza se diseminan hacia los lados o en anchura, existe una reacción magnética a ese crecimiento en intensidad de la corriente eléctrica. Sin embargo, si un tubo de fuerza se mueve de lado, hay poca o ninguna resistencia que limite la velocidad. Los tubos de fuerza son absorbidos por los cuerpos que ejercen momento y masa gravitatoria.,.

## Equivocaciones comunes

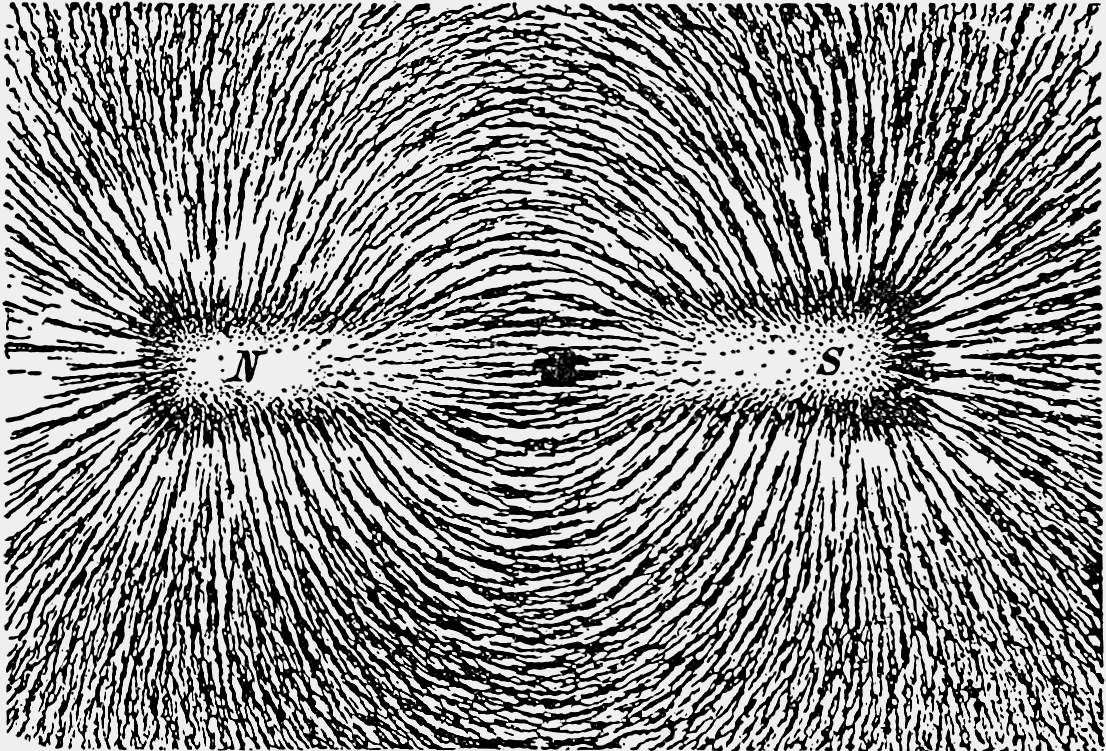
Líneas de fuerza de un imán visualizadas mediante limaduras de hierro extendidas sobre una cartulina.

En el contexto del electromagnetismo, se suele suponer que las líneas de fuerza tienen existencia física, e incluso que son discretas y por tanto, al menos en principio, contables.
Esto deriva probablemente de una mala comprensión del experimento en el que se esparcen limaduras de hierro sobre una hoja de papel que está colocada encima de un imán, formando líneas discretas. La razón por la que forman líneas discretas no es que se estén alineando con líneas magnéticas discretas preexistentes, sino que las líneas de las limaduras solo pueden tener la anchura de una partícula de hierro, y en cuanto se forma una línea, esta repele a las otras. Por tanto, el número de líneas que se ven y la proximidad entre ellas depende del tamaño de las partículas de hierro.
Para empeorar las cosas, en el obsoleto Sistema Cegesimal de Unidades había una unidad de flujo magnético llamada línea (más tarde llamada maxwell) que equivalía a 10^-8 weber.
Cuando se rota un imán magnético alrededor de su eje de simetría, la gente se pregunta si las líneas de fuerza rotan o no con el imán. La pregunta no tiene sentido, ya que el flujo magnético no está formado por líneas discretas. Es equivalente a preguntar sobre un disco de un color uniforme si el color (es decir, la propiedad, no la capa) rota con el disco. Esta equivocación es la que da lugar a la paradoja de Faraday.
Otra confusión surge cuando se piensa en lo que le ocurre a una carga eléctrica que se deja en el seno de un campo eléctrico. ¿Se moverá siguiendo una trayectoria coincidente con la línea de fuerza sobre la que se dejó? Para responder correctamente, debe recordarse que sobre la carga actúa una fuerza proporcional al campo. Si se trata de un campo uniforme, las líneas que lo representan son paralelas y equidistantes, por lo que la fuerza tendrá la dirección de éstas, invariable al ser el campo uniforme. Lo mismo ocurre si el campo no es uniforme (por ejemplo, el creado por una carga puntual), pero las líneas que lo representan son rectas. Sin embargo, cuando las líneas asociadas al campo son curvas, la fuerza es tangente a ellas en cada punto (por serlo el campo). Como una fuerza no puede ser tangente a una trayectoria curva, se concluye que la carga no se podrá mover a lo largo de la línea de fuerza, salvo en el caso en que ésta sea recta.